# Вальдемар (епископ Шлезвига)
Вальдема́р Кну́дсен (дат. Valdemar Knudsen; 1158 — 18 июля 1236) — внебрачный сын короля Дании Кнуда V, епископ Шлезвига (1188—1208) и принц-архиепископ Бременский (1192—1194, 1207—1217).

## Биография

### Происхождение и юность
Вальдемар Кнудсен был внебрачным сыном короля Дании Кнуда V от неизвестной женщины. Он родился после убийства своего отца, вероятно в 1158 году. Получил своё имя в честь своего родственника — короля Вальдемара I, при дворе которого он вырос. В юности получил духовное образование в Париже и его способности высоко отмечал настоятель аббатства Святой Женевьевы Стефан из Турне. Он отмечал, что Вальдемар «был зрелым и достойным епископом, несмотря на свою молодость, скромным, несмотря на свое знатное происхождение, и говорил как француз, несмотря на своё датское происхождение».

### Епископ Шлезвига и принц-архиепископ Бременский
После смерти в 1179 году епископа Шлезвигского Фридриха при содействии своего кузена Вальдемара I был назначен епископом Шлезвига. Его рукоположение было отложено из-за того, что Вальдермар был ещё слишком молод. В апреле 1182 года Вальдемар для спасения души своего брата Нильса Орхусского подарил монастырю Вэ в Сконе земельные угодья. Затем Вальдемару было поручено управлять герцогством Шлезвиг вместо принца Вальдемара, который в то время был ещё ребёнком. В 1187 году король Вальдемар I даровал епископству Шлезвиг высокие привилегии. 
В 1188 году состоялось рукоположение Вальдемара и он стал епископом. Примерно в том же году войска принца-архиепископа Бременского Гартвига II вторглись в свободную республику Дитмарш с целью её подчинения. Жители Дитмарша подчинились Дании и получили поддержку епископа Вальдемара. Это вызвало недовольство принца Вальдемара, который забрал у епископа часть его земельных владений.
В 1190 году император Священной Римской империи Генрих VI назначил Вальдемара архиепископом Бремена вместо Гартвига II. Вальдемар решил побороться за датский престол и вступил в сговор с Адольфом III, графом Гольштейна, Яромаром I и Казимиром II, герцогом Померании. Помимо этого, он вступил в сговор с королём Швеции Кнутом I Эрикссоном и королём Норвегии Сверриром Сигурдссоном. Дания оказалась окружена враждебными государствами. Когда измена Вадьдемара стала раскрываться, он решил бежать из страны. В 1192 году он вернулся с силами из 35 кораблей, на которых находились шведские и норвежские солдаты и провозгласил себя королём с целью свергнуть Кнуда VI. 
8 июля 1192 года архиепископ Вальдемар был взят в плен и помещён под стражу. Он провёл в плену в течение 13 лет и был освобождён по инициативе папы Римского Иннокентия III и ходатайству королевы Дагмары в 1206 году. После того как он поклялся не принимать никаких действий против Дании, он отправился в Рим в 1207 году. В том же году при содействии Филиппа Швабского был во второй раз избран архиепископом Бремена. Папа римский отказался подтвердить выбор капитула и отлучил от церкви Вальдемара. В Бремене, в который в сопровождении свиты въехал Вальдемар, его встретили с ликованием и никто не обратил внимания на отлучение Вальдемара. 
В правление Оттона IV он сохранил свой титул даже после избрания Герхарда I в 1210 году. Вальдемар отправился в Рим и у папы римского получил прощение. Вальдемар оставался преданным сторонником Оттона IV и пользовался популярностью среди жителей Бремена. В последующие годы власть Оттона IV ослабла и Вальдемар лишился поддержки населения, а земли архиепископства были разорены постоянными войнами. Вальдемар бежал к своему племяннику герцогу саксонскому Альбрехту I, но вскоре ушёл в аббатство Локкум.

### Жизнь в монастыре
Настоятель монастыря подумал, что Вальдемар тяжело болен и принял его в число братии. После выздоровления Вальдемар покинул монастырь и отправился в Рим на покаяние. В Риме он был принят папой Гонорием III, который снял с него анафему и вернул в лоно Церкви. Папа запретил его заниматься священнической деятельностью и отправил в аббатство Сито. Папа предоставил выбор настоятелям аббатств Сито и Моримон, в какой из монастырей его следует принять. Вальдемар решил вернуться в Локкум, где оставался до мая 1223 года. В мае 1223 года Вальдемар II и его сын были похищены графом Шверинским. Бывший архиепископ сбежал из монастыря и собрал толпу сторонников, чтобы побороться за престол.
Потерпев неудачу, он больше не принимал участия в политической жизни страны. Последние четыре года жизни он прожил в аббатстве Сито, где и скончался 18 июня 1236 года. Был похоронен в аббатстве Сито.